# Осма црногорска бригада
Осма црногорска бригада формирана је 25. фебруара 1944. у Беранама од људства Ловћенског, Никшићког, Зетског, Дурмиторског, Комског и Колашинског НОП одреда. Имала је 4 батаљона са око 900 бораца. У састав 37. дивизије ушла је 4. марта и била до средине августа, када је ушла у састав Прве пролетерске дивизије, а од марта 1945. у саставу Једанаесте крајишке дивизије.

## Борбени пут бригаде
Значајније борбе водила је заједно с Петом пролетерском црногорском, Трећом пролетерском санџачком и Седмом црногорском омладинском ударном бригадом од 11. до 24. априла око Бродарева, Бијелог Поља и Мојковца против Немаца, четника и муслиманске милиције. У садејству са Петом црногорском бригадом 28/29. априла разбиле су немачко-четничке снаге и заузеле Бијело Поље и одбациле непријатељеве снаге према Сјеници и Бродареву. Потом су 2/3. маја заузеле Бродарево, а сутрадан се повукле пошто су немачке снаге с тенковима интервенисале из Пријепоља. Поновно су 5. маја заузеле на јуриш Бродарево које је бранило око 100 немачких војника и 300 припадника легије „Кремплер“. Тада је заплењен 1 тенк, 2 оклопна аутомобила, 1 топ, 2 митраљеза, 1 минобацач, 2 пушкомитраљеза и остали материјал. Са Седмом црногорском омладинском бригадом водила је тешке четвородневне борбе од 19. до 22. јуна на мостобрану на десној обали Лима код Бијелог Поља против Немаца и муслиманске ми¬лиције у јачини од око 1800 људи. Последњег дана Немци су овладали мостобраном.
Од средине августа, у саставу Прве пролетерске дивизије борила се на подручју источног дела Санџака и у југозападној Србији, у септембру на Мокрој гори, око Ужица и на Равној гори, затим је учествовала у ослобођењу Ваљева и Уба. У Београдској операцији, нападала је правцем Раковица—Дедиње—Славија—Калемегдан. Нарочито се истакла у продору кроз Београд 16. октобра кад је овладала Дечанском улицом (улица Моше Пијаде) и 17. октобра, кад је заузела Игуманову палату и избила на Теразије, које су Немци упорно бранили. Почетком децембра пребачена је на Сремски фронт, где води тешке борбе у Маторој шуми, око Шида и Товарника, а касније на линији Сељани—Гуња. Учествовала је и у пробоју Сремског фронта 12. априла и у гоњењу непријатеља на запад, водећи с њим оштре борбе код Славонског Брода и Плетернице. Почетком маја истакла се у борбама у рејону Клањец, а у рејон Цеља избила је 12. маја где је учествовала у заробљавању одсечених непријатељевих снага на просторији Цеље—Шоштањ.
Одликована је Орденом заслуга за народ са златном звездом и Орденом братства и јединства са златним венцем.